# Rettert
Rettert este o comună din landul Renania-Palatinat, Germania. Se află la o altitudine de 415 m deasupra nivelului mării. Are o suprafață de 5,79 km². Populația este de 469 locuitori, determinată în 31 decembrie 2023, prin actualizare statistică[*].